# Вурмб, Агнес
Агнес Вурмб (нем. Agnes Wurmb; 14 января 1876, Гельтинг — 13 января 1947, Ганновер) — немецкий педагог, член надзорного совета школы (Schulrat).

## Биография
Агнес Вурмб родилась в семье врача из Гельтинга; получила домашнее образование. В 1894 году в Шлезвиге она сдала экзамен на учителя — работала по специальности как частный педагог и преподаватель в пансионе для девушек в Плёне. Затем Вурмб начала посещать недавно созданные курсы для подготовки учителей в Геттингене; с Пасхи 1904 года работал школе «Sophienschule» в Ганновере, а с 1909 года училась в Геттингене, где в 1911 году получила кандидатскую степень.
После Первой мировой войны, в 1921 году, Вурмб стала первой женщиной в Веймарской республике назначенной в Высший надзорный школьный совет (Oberschulrätin). В 1925 году он читала лекцию по теме «Hat die bisherige jugendpsychologische Forschung zu Ergebnissen für eine Psychologie des weiblichen Geschlechts geführt?» Вскоре после прихода к власти национал-социалистов, 31 марта 1933 года, она была отправлена в отпуск, а затем — вышла на досрочную пенсию. Сразу после окончания Второй мировой войны Вурмб работала с Адольфом Гриммом над «реконструкцией» школьной системы в Нижней Саксонии. Умерла в начале 1947 года.

## Работы
- Die deutsche Uebersetzung von Sidneys Arcadia (1629 und 1638) und Opitz' Verhältnis dazu. Diss. Heidelberg. 1911.
- Lou Andreas-Salomé: Rodinka // Die Frau, March 1925: 164—166.
- Hat die bisherige jugendpsychologische Forschung zu Ergebnissen für eine Psychologie des weiblichen Geschlechts geführt? / Wurmb, Agnes. — Berlin : F. A. Herbig, 1925.